# Astral Project
Astral Project (jap. Astral Project 月の光, Astral Project – Tsuki no Hikari, übersetzt: Astral Project – Licht des Mondes) ist eine Manga-Serie, die vom Zeichner Shūji Takeda gemeinsam mit dem Szenaristen Garon Tsuchiya (unter dem Pseudonym „marginal“) geschaffen wurde. Der Mystery-Manga umfasst etwa 800 Seiten und erschien von 2004 bis 2007. Er richtet sich vorwiegend an eine erwachsene, männliche Leserschaft und lässt sich damit der Seinen-Gattung zuordnen.

## Handlung
Masahiko ist ein Student in Tokio, der als Nebentätigkeit Edelprostituierte für die Yakuza zu ihrem Arbeitsplatz fährt. Eines Tages erhält er einen Anruf über den Tod seiner älteren Schwester. Obwohl er ein gespaltenes Verhältnis zu seinen Eltern hat, fährt er zu ihrem Begräbnis und nimmt als letzte Erinnerung an die Schwester die CD mit, die sich noch in dem CD-Player in ihrem Zimmer befunden hat. Als Masahiko sich diese unbeschriftete CD anhört, löst sich seine Seele von seinem Körper und er kann auf sich selbst herabsehen. Obwohl ihn das Erlebnis zuerst erschreckt, beginnt er, sich in diesem Zustand zunehmend zu fragen, was mit seiner Schwester wirklich passiert sein könnte. Masahiko kann wieder in seinen Körper zurückkehren.
Bei Nachforschungen findet er heraus, dass die CD-Aufnahmen des Freejazzers Albert Ayler enthält, wobei es sich um bisher unbekannte Alternativversionen bekannter Stücke von ihm handelt. Masahiko unternimmt weitere Versuche der „Astralprojektion“ und kann schließlich seinen Astralkörper immer weiter von sich entfernen. Er begegnet weiteren Astralreisenden, was in ihm die Frage aufwirft, ob seine Schwester noch am Leben, wenn auch nicht in ihrem Körper, sein könne.

## Veröffentlichungen
Der Manga erschien in Japan von der April-Ausgabe 2004 bis zur März-Ausgabe 2007 in Einzelkapiteln im Manga-Magazin Comic Beam. Der Enterbrain-Verlag brachte diese Einzelkapitel nach der Erstveröffentlichung im Magazin auch in Sammelbänden heraus, von denen insgesamt vier erschienen.
Eine deutsche Übersetzung der vier Bände erfolgte von Juni 2007 bis September 2008 bei Carlsen Comics. Die Serie wurde übersetzt von Josef Shanel. Astral Project wurde außerdem auf Französisch beim Casterman-Verlag im Label Sakka herausgegeben sowie auf Englisch von CMX Manga und auf Italienisch von J-Pop. Eine spanische Fassung erschien bei Planeta DeAgostini Comics und eine portugiesische bei Planet Manga.

## Rezeption
Auf den ersten Blick wirke der Manga mit den übernatürlichen Fähigkeiten und gutgebauten Frauen wie viele an Jugendliche gerichtete Geschichten, so Shaenon K. Garrity. Doch schnell werde man beim Lesen eines Besseren belehrt, denn bei Astral Project wird mit den psychischen Kräften nicht gekämpft, sondern nur ein Raum zum Austausch mit anderen, ähnlich begabten aufgesucht, um sich mit ihnen über Alltägliches auszutauschen. Dabei begleite man isolierte Menschen in einer kalten und einsamen modernen Welt, die auf der Suche nach menschlicher Wärme sind. Dabei werden Andeutungen und Schicksale aneinandergereiht und verwoben, meist ohne die Episoden wirklich aufzulösen. Leider ende die Geschichte abrupt und wirke wie abgebrochen. Der Zeichenstil sei schwach und wirke wie viele seiner Zeit wie eine schlechte Imitation von Death Note. Auch wenn Shūji Takeda sich im Laufe der Serie entwickele und einige gute Momente habe, werde der dem Anspruch des Themas nicht gerecht.
Ruhig und ohne Eile werde die Geschichte entwickelt, beschreibt die AnimaniA den Manga. Der Autor marginal lege Wert auf ausgefeilte Dramaturgie und das seelische Innenleben seiner Figuren. Die „spannende, beklemmende Atmosphäre“ ziehe den Leser in ihren Bann und spiegele sich in starken Hell-Dunkel-Kontrasten und „extremen, teils grob schraffierten Schattierungen der Illustrationen“. Beeindruckend sei die Hintergrundgestaltung mit „stimmungsvollen Darstellungen des nächtlichen Tokios aus der Vogelperspektive“. Astral Project sei etwas für Fans durchdachter Mystery, wer Action erwartet würde sich jedoch langweilen.